# Cornélie Falcon
Cornélie Falcon (28. ledna 1814 Paříž – 25. února 1897 Paříž) byla francouzskou sopranistkou.

## Život
Její pedagogové byli Henri, Pellegrini, Bordogni a také její kolega z pařížské Opery Adolpho Nourrit. Profesionálnímu zpěvu se věnovala pouze šest let; kvůli přetěžování svého hlasu musela kariéru operní zpěvačky ukončit již roku 1838. Je pochována na hřbitově Père-Lachaise.

## Angažmá a role
První veřejné vystoupení absolvovala roku 1832 v pařížské Opeře jako Alice v opeře Robert ďábel Giacoma Meyerbeera. Měla talent pro dramatické sopránové role a sytý znělý hlas.

### Role
- donna Anna – opera Vestálka Gaspara Spontiniho
- Ráchel – opera Židovka, opera Fromentala Halévyho
- Valentina – opera Hugenoti, opera Giacoma MeyerbeeraPortrét

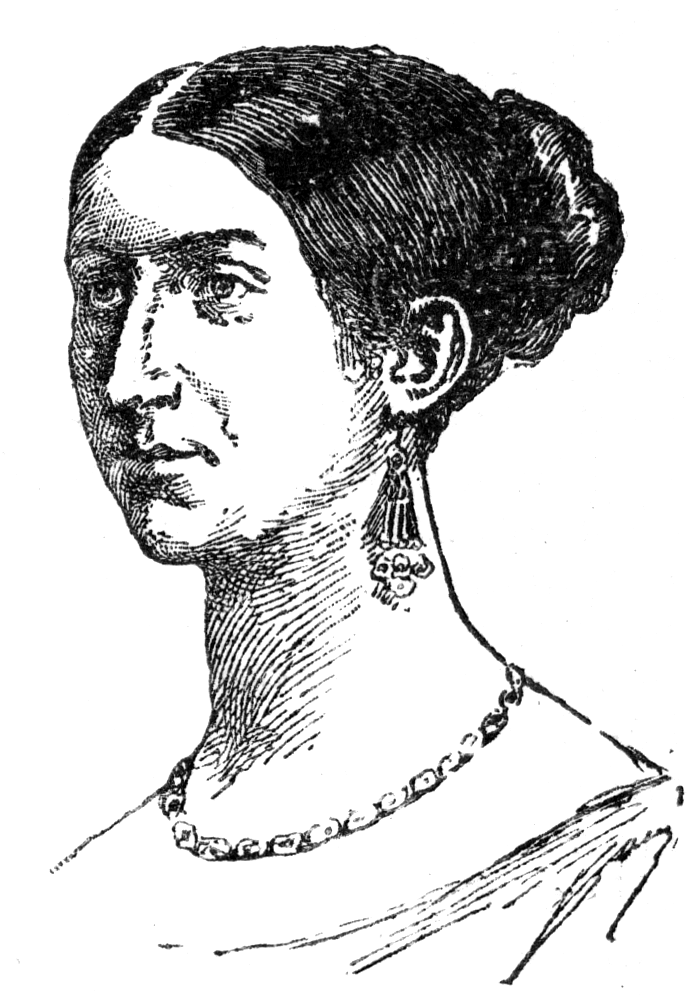
Portrét